# 怨念戦隊ルサンチマン
『怨念戦隊ルサンチマン』（おんねんせんたいルサンチマン）は、1997年に京都大学アニメーション同好会(KUALS.)が製作した自主制作アマチュア特撮作品である。

## 解説
『愛國戰隊大日本』に多大な影響を受けた作品ではあるが、スーパー戦隊シリーズを意識したのは第3パートの「びっくり!君の髪の毛もまっ茶っ茶」のみであり、第1・2パートは人間の嫉妬などによる感情＝ルサンチマンに基づいたコメディーになっている。第3パートはサブタイトルをはじめ、劇中のセリフや技などに『大日本』から派生したものが見られる。また、劇中には当時のアニメ・特撮・ゲームから流用された画像もあり、特に爆発シーンは『愛國戰隊大日本』が独自に製作していたのに対し、本作品は過去のスーパー戦隊シリーズから流用していた。
製作当時は、VHSビデオソフトと『怨念戦隊ルサンチマン大百科』（事実上、KUALS.の同人誌）が販売されていたが、現在は不明。

## ストーリー
本作品は大きく分けて3つのパートに分かれている。シナリオによると、それぞれ第9〜11話に相当する。
「天誅!隣は何をする人ぞ」
友人の家でギャルゲーをする登場人物たち。友人から「隣に住む男が夜になると彼女を連れこむ」という話を聞いた彼らは、連日連夜淫行をはたらくその隣人を吉田神社で待ち伏せて…。
「鴨川の川辺に怨念の唄が響いた」
夕方になりカップルが集まってくる鴨川の川辺で、登場人物たちが西村雅彦の『無縁仏』を歌いながら宴会をする。サブタイトルは『木枯し紋次郎』のパロディ。
「びっくり!君の髪の毛もまっ茶っ茶!」
新学期になり、ルサンチマンのメンバーであるルサンチ・アニメ、ルサンチ・アイドル、ルサンチ・ゲーム、ルサンチ・トクサツ、ルサンチ・ヤオイの5人は、自分たちの同好会に新入生を勧誘するが、なかなかうまくいかない。その裏には、新入生を「普通の」大学生にしようとするコムーロ大帝率いるパンピー帝国の企みがあった…
オープニング、エンディングテーマは『電撃戦隊チェンジマン』の替え歌。エンディングはテーマ曲とともにメイキング映像が流れている。

## 登場人物

### 怨念戦隊ルサンチマン
オタクの一般人化を企むパンピー帝国からオタクを守るため、Dr.ニーチェから託されたルサンチブレスによって変身する恨みの戦士。『怨念戦隊ルサンチマン大百科』によると、秘密基地はマック電脳の自宅を含め、108箇所もある。必殺兵器は、怨念エネルギーを充填して（というより怨念を持つオタク自体を砲弾として装填して）敵に撃ち込む「怨念バズーカ」。
ルサンチアニメ / 動画 武
ルサンチマンのリーダー。主な技は「背骨折り（『必殺仕置人』に登場する「念仏の鉄」の技のパロディ。レントゲン写真を用いている）」「ピグマ剣0.3mm斬り」「セルバリアー」。スーツカラーは赤。
ルサンチアイドル / 広末 涼太
アイドルオタク。大百科によると、アリサという恋人を事故で失った経験を持つ。主な技は「カミテーパー・ストーカー縛り」。名前は広末涼子のパロディ。スーツカラーは青。
ルサンチゲーム / マック 電脳
日系アメリカ人で、英語の混じった日本語を話す。日本のギャルゲーを絶賛しており、「アメリカのゲームはアクションゲームばかりだ」と不満を洩らしている。主な技は「ときメモ遊び・天国と地獄」。スーツカラーは黄で、『秘密戦隊ゴレンジャー』のキレンジャーの設定を踏まえてカレーが好物。
ルサンチトクサツ / 円谷 猪四郎
寡黙な特撮オタク。ルサンチマンの中で最も身体能力が優れており、オープニングではスパイダーマンの動きを再現している。主な技は「アクションワイヤー」「カメラZCコマ送り・ワイプ・逆戻し」「ズバットワープ」。名前は円谷英二と本多猪四郎の合成。スーツカラーは緑。
ルサンチヤオイ / 同人 弥生
ルサンチマンの紅一点。ルサンチマンの中でも現実をわきまえており、妄想をする他のメンバーにツッコミを入れる。主な技は「エアブラッシャー」。スーツカラーはピンク。
Dr.ニーチェ
オープニングにのみ登場する異端の大哲学者。顔はニーチェの顔のイラストで隠されており、出演者名は「?」になっている。
ツアラトゥストラロボ
ルサンチマンが使用する巨大ロボット。東京ビッグサイトからシャトル形態で発進し、ルサンチマンが搭乗後に人型巨大ロボット形態に変形する。胴体はスーパーファミコンの転用。武器は金色のピコピコハンマー「アポロンハンマー」と「デュオニソス剣」。防具（盾）は「怨恨シールド」。必殺技は「ディオニュソス剣・永劫回帰斬り」。

### パンピー帝国
デートスポット城を根拠地に、オタクの絶滅と一般人化を企む悪の組織。エンブレムは、ナチスのシンボルマークに「P」を組み合わせ、鍵十字部分をナイキのマークにしたもの。
コムーロ大帝
パンピー帝国の首領。シンセサイザーを演奏して怪人を巨大化させる。名前は小室哲哉をもじったもの。
演じたローリー神前は、本作品の音楽も手がけ、後にゲーム『ことばのパズル もじぴったん』シリーズの音楽や、アニメ『涼宮ハルヒの憂鬱』、『らき☆すた』などの音楽も手がけた神前暁である。
アムラー参謀
女性幹部。怪人の製造も行なう。男性幹部の嫌味を言うという設定は、『科学戦隊ダイナマン』のキメラ王女を踏まえている。
名前の通り、アムラーをパロディしたキャラクターだが、スタッフがギャル言葉に自信が無かったため、シナリオではギャル言葉のセリフと通常の話し方のセリフが併記されており、映像作品でも両方が混じったままになっている。
キームタック将軍
男性幹部。失敗続きらしく、アムラー参謀から嫌味を言われている。名前はキムタクこと木村拓哉のパロディ。失敗続きという設定は、『科学戦隊ダイナマン』のメギド王子を踏まえている。
カハラー親衛隊長
シナリオの次回予告にのみ登場する新幹部。名前は華原朋美から。
サークルパンピー
アムラー参謀がたまごっちを元に製造した怪人。さわやかな青年の姿でサークルの勧誘を装ってオタクを集め、茶髪とヘッドギアで一般人にしようとした。その姿は、テニスラケットの頭にシュノーケルを口に加えており、常にバドミントンのラケットを携行している。主な技は、「テニスボール爆弾」「（お前たちには無縁の）ゴム製品ミサイル」。独特の口調は、『愛國戰隊大日本』に登場するミンスク仮面のパロディ。
カンユウパンピー
アムラー参謀が最初にたまごっちを元に製造しようとした怪人･･･だったのだが、間違えてタマゴウォッチを使ったため、ただのオタクになってしまった。そのため、キームタック将軍によって粛清された。
パンピー軍団
黒尽くめに金髪長髪のパンピー帝国の戦闘員。「パンピー!」と声を上げる。光線銃や斧で武装しているものもある。

## スタッフ
- 企画・脚本：吉田治夫
- プロデューサー：中村征人
- 特技監督：幸矢凡[5]
- 企画・監督・編集：山本寛（スタジオ枯山水）
- 音楽：神前暁
- メーキング制作・造形：村元克彦
- ロケ協力：京都大学総合人間学部・大津市・東京ビッグサイト
- 協力：京都大学学生部・大教大附属池田吹奏楽部OB会・京都大学アニメーション同好会OB会
- スポンサー：近畿コカ・コーラボトリングの一人（劇中、本作の登場人物が登場するジョージアのCMが流されている[6]）
- 制作協力：雪だるまプロ、スタジオ枯山水
- 企画・制作：京都大学アニメーション同好会(KUALS.)

## その他
- 総制作費は25万円。スタッフ総員が落とした単位は合計で100を越える。
- 『オトナアニメ』Vol.1の22-23頁で『涼宮ハルヒの憂鬱』の放送順第1話「朝比奈ミクルの冒険 Episode00」と『怨念戦隊ルサンチマン』と絡めて特集されており、『怨念戦隊ルサンチマン』の内容についても紹介・考察されている。
- 『オトナアニメ』Vol.5でこの映画製作での経験が「朝比奈ミクルの冒険」の参考になった、と山本寛自身が語っている。